# ام‌وی نیمپکیش
ام‌وی نیمپکیش (به انگلیسی: MV Nimpkish) یک کشتی است که طول آن 33.53 m می‌باشد. این کشتی در سال ۱۹۷۳ ساخته شد.